# Saint-Pantaléon (Vaucluse)
Saint-Pantaléon is een gemeente in het Franse departement Vaucluse (regio Provence-Alpes-Côte d'Azur) en telt 177 inwoners (1999). De plaats maakt deel uit van het arrondissement Apt. Het dorp ligt iets ten noorden van de D900 en grenst aan een uitgestrekt bosgebied. De Romaanse kerk stamt uit de 11e eeuw.

## Geografie
De oppervlakte van Saint-Pantaléon bedraagt 0,8 km², de bevolkingsdichtheid is 221,2 inwoners per km².
De onderstaande kaart toont de ligging van Saint-Pantaléon (Vaucluse) met de belangrijkste infrastructuur en aangrenzende gemeenten.

## Demografie
Onderstaande figuur toont het verloop van het inwonertal (bron: INSEE-tellingen).